# Monte Sellaro
Il Monte Sellaro è una vetta del Pollino alto 1439 m s.l.m., ricadente nel comune di Cerchiara di Calabria e sovrastante il Santuario di Santa Maria delle Armi.

## Geografia
Situato in posizione isolata rispetto alle altre montagne, il Monte Sellaro possiede due vette ed è situato nella parte orientale del massiccio del Pollino; si affaccia sulla Piana di Sibari (dalla quale è ben visibile, anche dalla Strada statale 106 Jonica) e da esso si può ammirare il Mar Ionio.

## Come raggiungerlo
Dopo aver raggiunto in macchina il Santuario della Madonna delle Armi bisogna imboccare a piedi un sentiero che giunge fino alla vetta del monte dopo un’ora circa di cammino.